# Partenogeneza

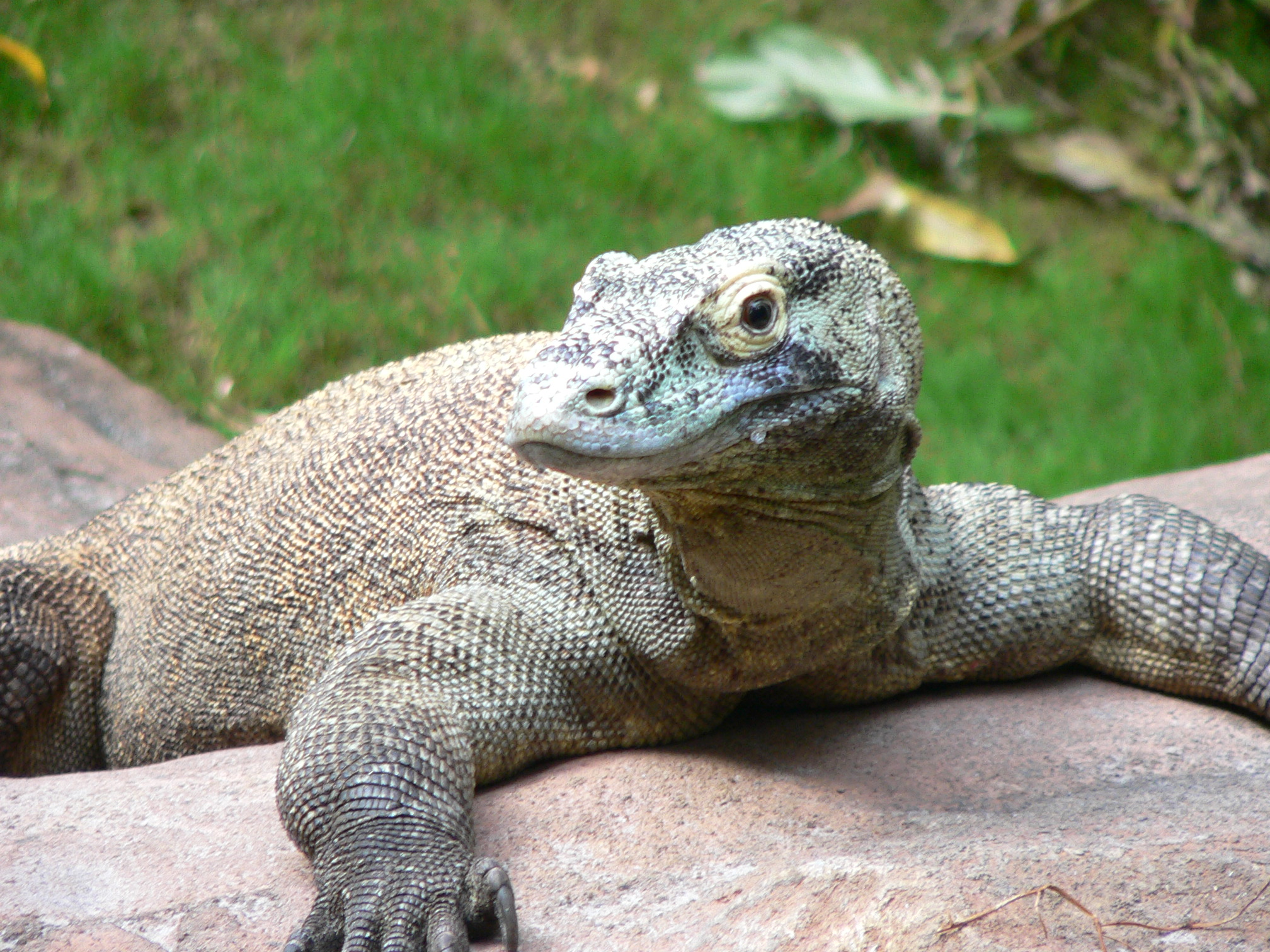
Waran z Komodo – największa jaszczurka świata – może rozmnażać się partenogenetycznie

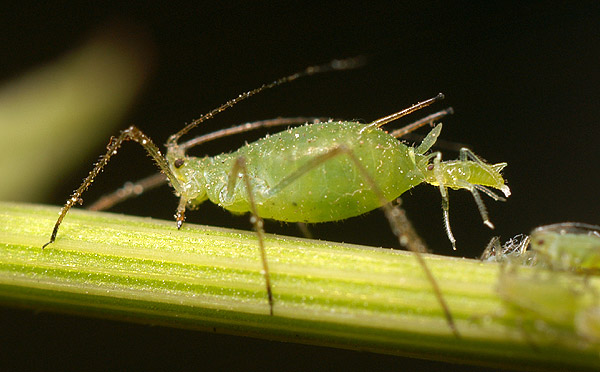
Dzieworództwo u mszyc

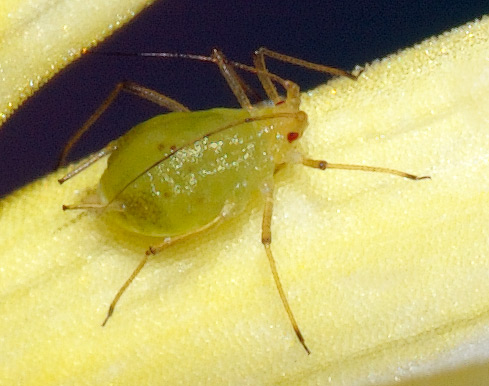
Mszyce – owady, u których występuje partenogeneza cykliczna

Partenogeneza (z greckiego παρθενος, „dziewica” oraz γενεσις „narodziny”), dzieworództwo – odmiana rozmnażania traktowana najczęściej jako płciowa (z powodu udziału gamety) pomimo braku zapłodnienia, polegająca na rozwoju osobników potomnych z komórki jajowej bez udziału plemnika. W botanice jest rodzajem apomiksji, utraty zdolności do rozmnażania płciowego – amfimiksji.
Partenogeneza może być traktowana jako cecha przystosowawcza. W warunkach stałego (stabilnego) środowiska o dużych, niewykorzystanych zasobach, partenogeneza umożliwia (tak jak i rozmnażanie bezpłciowe) szybkie zwiększenie liczebności populacji (zobacz też: pomnażanie). W warunkach zmiennego środowiska lub środowiska z zaburzeniami, korzystniejszą strategią jest rozmnażanie płciowe, które umożliwia większą różnorodność potomstwa, na skutek m.in. rekombinacji genetycznej. Adaptacyjne cechy dzieworództwa widoczne są wyraźnie w przypadku partenogenezy geograficznej, ekologicznej, cyklicznej i pedogenezy.
Odmianą partenogenezy jest pedogeneza, która występuje np. u owadów: niektórych gatunków mszyc i chrząszczy, polega na przemiennym występowaniu w cyklu życiowym larw zdolnych do rozmnażania dzieworodnego.
Do rozwoju partenogenetycznego można doprowadzić w sposób sztuczny, np. nakłuwając komórkę jajową żaby igłą zanurzoną wcześniej w krwi żaby. Do sztucznej partenogenezy doprowadzić można także działając bodźcami elektrycznymi lub chemicznymi na komórki jajowe. W ten sposób udało się zapoczątkować rozwój u żab, niektórych ryb, a nawet królika.

## Historia badań nad partenogenezą
Pierwszym odkrywcą partenogenezy (u mszyc) był Charles Bonnet. W 1740 Bonnet dostarczył do Francuskiej Akademii Nauk referat odnośnie do zjawiska, które współcześnie zwane jest partenogenezą u tych pluskwiaków. Odkrywcą partenogenezy u pszczół był Jan Dzierżon (1845) – polski pszczelarz i naukowiec, który odkrył, że trutnie powstają z niezapłodnionej komórki jajowej (nie mają ojca). Jego teoria była przez wiele lat powodem gwałtownych sporów naukowych, ponieważ w owym czasie powszechnie wierzono, że każdy żywy organizm musi posiadać ojca i matkę.

## Przykłady dzieworództwa
Przykładem organizmów rozmnażających się dzieworodnie są niewielkie skorupiaki wodne – rozwielitki, inaczej dafnie. Od wiosny do jesieni samice rozwielitki składają jaja, z których – bez zapłodnienia – rozwijają się kolejne pokolenia samic. Jednak jaja te nie są odporne na niesprzyjające warunki środowiska. Jesienią z niektórych jaj rozwijają się samice, a z innych samce. W wyniku typowego rozmnażania płciowego powstają tak zwane jaja zimowe o grubszej osłonce, zdolne do przezimowania.
Partenogeneza występuje u pszczół, os, chruścików z rodzaju Apatania, jedwabnika morwowego, wielu innych owadów i niektórych innych stawonogów (np. roztocza).
Spotykana u nielicznych ryb, płazów i gadów. Spośród bezkręgowców występuje u wrotków, nicieni, skorupiaków, roztoczy i owadów.
Spośród nielicznych partenogenetycznych gadów wyróżnić można jaszczurki z rodzaju Lacerta żyjące w górach Kaukazu, północnoamerykańskie jaszczurki z rodzaju Cnemidophorus, gekony z wysp Oceanu Spokojnego czy warany z wysp Komodo.
W 2007 roku taką możliwość rozmnażania zaobserwowano u rekina młota. Obserwacji tych dokonano w ogrodzie zoologicznym w mieście Omaha (stan Nebraska, USA). W maju tego samego roku odkryto partenogenetyczną ciążę w ciele samicy rekina czarnopłetwego, która padła przed porodem. Odkrycia dokonano w Oceanarium stanu Wirginia (ang. Virginia Aquarium), USA. W roku 2010 zaobserwowano partenogenezę u samicy rekina w akwarium w Karlsruhe.

## Partenogeneza u ssaków
U ssaków prawidłowy rozwój embrionu wymaga udziału zarówno genomu matczynego, jak i ojcowskiego. Ssacze zarodki zawierające jedynie matczyny materiał genetyczny obumierają na wczesnym etapie embriogenezy, u myszy – w ciągu 10 dni, u owcy i świni – 21 dni. Przeszkodą w rozwoju embrionów ssaków na drodze partenogenezy jest imprinting genomowy. W kwietniu 2004 roku na łamach „Nature” naukowcy poinformowali o wyhodowaniu myszy o imieniu Kaguya, pierwszego zdolnego do życia ssaka partenogenetycznego.

## Rodzaje partenogenezy
W zależności od gatunku dzieworództwo może być jedyną lub sezonową formą rozmnażania, zależnie od temperatury otoczenia lub dostępu do pożywienia. Wyróżnia się wtedy odpowiednio partenogenezę obligatoryjną lub fakultatywną (geograficzna, ekologiczna). Trzecią formą partenogenezy jest partenogeneza cykliczna, będąca częścią cyklu rozwojowego i występująca na przemian z rozmnażaniem obupłciowym.

### Partenogeneza stała
Partenogeneza stała (obligatoryjna) występuje wtedy, gdy głównym lub jedynym sposobem rozmnażania jest dzieworództwo. W populacji występują tylko samice. Jeśli pojawiają się rzadko samce, to nie osiągają dojrzałości płciowej i nie biorą udziału w rozmnażaniu. Partenogeneza obligatoryjna występuje na przykład u patyczaków – owadów żyjących w stałych środowiskowo i bogatych w pokarm warunkach klimatu tropikalnego.

### Partenogeneza geograficzna
Partenogeneza geograficzna występuje wtedy, gdy jedne populacje danego gatunku w części geograficznego zasięgu występowania rozmnażają się płciowo, a część populacji zasiedlające inne regiony geograficzne rozmnażają się dzieworodnie. Taki typ partenogenezy zaobserwowano u niektórych chrząszczy z rodziny Curculionidae.

### Partenogeneza ekologiczna
Partenogeneza ekologiczna występuje w przypadku, gdy część populacji danego gatunku rozmnaża się w jednym środowisku płciowo, a część populacji, zasiedlających inne środowisko rozmnaża się przez partenogenezę. Taką partenogenezę zaobserwowano u ślimaka Paludestrina jenkensii, który rozmnaża się partenogenetycznie w środowisko morskim, natomiast w wodach śródlądowych rozmnaża się płciowo.

### Partenogeneza cykliczna
Partenogeneza cykliczna występuje wtedy, gdy przemiennie występują pokolenia rozmnażające się dzieworodnie i rozmnażające się płciowo. Taka przemiana pokoleń wiąże się z cyklicznymi zmianami środowiska (stałość i stabilność a zaburzenia i nieciągłość środowiska). Partenogeneza cykliczna występuje u motylicy wątrobowej, mszyc, wioślarek i niektórych muchówek.
zobacz też: heterogonia

### Partenogeneza hemozygoidalna
Z niezapłodnionych jaj mogą powstawać tylko samce – mówimy wtedy o arrhenotokii. Samce tak powstałe nie mają ojca a wszystkie ich komórki są haploidalne. Partenogeneza hemozygoidalna występuje u niektórych roztoczy i błonkówek

### Partenogeneza zygoidalna
Partenogeneza zygoidalna zachodzi w przypadku, gdy organizmy powstałe w wyniku rozmnażania dzieworodnego są diploidalne. W ten sposób mogą powstawać albo wyłącznie samice (telitokia) albo obie płcie (deuterotokia, zwana też amfitokią). Znane są dwie drogi utrzymywania diploidalności w trakcie partenogenezy; partenogeneza mejotyczna (gdy podczas spermatogenezy i oogenezy zachodzi mejoza) i amejotyczna:

### Partenogeneza mejotyczna
Podczas spermatogenezy i oogenezy zachodzi mejoza. Podwojenie liczby chromosomów może mieć miejsce w wyniku endomitozy lub zachodzi łączenie się jąder haploidalnych jeszcze w trakcie bruzdkowania. Partenogeneza mejotyczna zachodzi stosunkowo rzadko, zaobserwowane zostało u niektórych skorupiaków Entomostraca, u muszki owocowej (Drosophila parthenogenetica), waranów z wysp Komodo oraz u niektórych czerwców (Insecta: Homoptera: Coccina).

### Partenogeneza amejotyczna
Partenogeneza amejotyczna – częściej występujący sposób zachowania diploidalności w rozmnażaniu dzieworodnym. Brak jest mejozy w czasie dojrzewania komórek rozrodczych. Ten typ partenogenezy zaobserwowano u wioślarek, równonogów, niektórych owadów (karaczany, pasikoniki, muchówki, ryjkowce, mszyce, czerwce), a także u mięczaków.

### Partenogeneza fakultatywna
Z niezapłodnionych jaj składanych przez samice – matkę lub trutówkę – rozwijają się osobniki męskie (np. trutnie u pszczół).
Trutówki to pszczoły robotnice, które w odpowiednich warunkach uzyskują zdolność do rozmnażania, u których wcześniej wytwarzają się jajniki. Składają one jaja, nie mają jednak zdolności do kopulacji i zapłodnienia. Z tak złożonych jaj mogą jednak wykluć się tylko trutnie. W ten sposób w ulu pojawia się tak zwany czerw garbaty, który jest jednym z najbardziej charakterystycznych sygnałów, że w ulu nie ma królowej-matki, nie pozwala to na przetrwanie roju – same trutnie, czyli osobniki płci męskiej nic nie poradzą, jeśli w rodzinie pszczelej nie będzie zdolnej do zapłodnienia matki.

## Ekologiczne uwarunkowania partenogenezy
Wynikiem partenogenezy jest wysoka płodność, jednak kosztem zmienności genetycznej. Pozwala ona w krótkim czasie opanować bogate źródła pożywienia, które pojawiają się efemerycznie. Zawodzi jednak w zmieniających się warunkach środowiska, kiedy organizmy partenogenetyczne wykazują gorsze przystosowanie na skutek małej zmienności genetycznej populacji. Partenogeneza (tak jak i inne formy pomnażania) korzystna jest w stałych, stabilnych warunkach środowiskowych z dużą ilością zasobów pokarmowych. W warunkach zmiennego środowiska, nieregularnych zaburzeń i katastrof korzystniejsza jest strategia rozmnażania płciowego.
W populacjach niektórych stawonogów obserwuje się cykliczne zmiany pokoleń rozmnażających się płciowo i dzieworodnie (zobacz heterogonia). Wioślarki (skorupiaki, Cladocera) wiosną i latem mają w toni wodnej dużo pokarmu (rozwijające się glony) w tym czasie obserwuje się w środowisko pokolenia partenogenetyczne. Pokolenie rozmnażające się płciowo pojawia się jesienią. Podobna przemiana pokoleń występuje u mszyc. U roztoczy glebowych wiosną, na skutek wyższej temperatury, dostępne są zeszłoroczne, opadłe liście jako baza pokarmowa.